# Abdelaziz Barrada
Abdelaziz Barrada oder kurz Abdel (arabisch عبد العزيز برادة, DMG ʿAbd al-ʿAzīz Barrāda; * 19. Juni 1989 in Provins; † 24. Oktober 2024 in Frankreich) war ein französisch-marokkanischer Fußballspieler auf der Position eines Mittelfeldspielers.

## Karriere

### Verein
Barrada spielte im Männerbereich erstmals in der Spielzeit 2006/07 beim US Sénart-Moissy. Nach einer Saison verpflichtete ihn Paris Saint-Germain für seine Reservemannschaft, für Paris Saint-Germain II. Hier spielte er drei Jahre lang und wechselte dann zum spanischen Erstligisten FC Getafe. Nachdem er hier eine Spielzeit in der Reservemannschaft eingesetzt worden war, verbrachte er die nachfolgenden zwei Spielzeiten bei den Profis und absolvierte hier 63 Erstligaspiele.
2013 verließ er Europa und spielte eine Saison bei al-Jazira Club. 2014 kehrte er wieder nach Europa zurück und befand sich zwei Spielzeiten lang im Kader von Olympique Marseille. Nachdem er bei Marseille eher ein Reservistendasein fristete, zog er 2016 zu al-Nasr SC weiter.
Zum Sommer 2018 wechselte Barrada in die türkische Süper Lig zu Antalyaspor. Bereits nach einer halben Saison ließ er sich zum spanischen Verein Gimnàstic de Tarragona ausleihen, konnte sich aber nicht dauerhaft empfehlen. Am Ende der Saison 2018/19 zog Barrada zum katarischen Al-Shahania SC weiter, setzte sich aber auch dort nicht durch und kam nur zu fünf Ligaspielen. Nach nur einer Saison kehrte er nach Frankreich zur viertklassigen US Lusitanos Saint-Maur zurück, wo er im Sommer 2021 seine aktive Karriere beendete.
Am 24. Oktober 2024 starb Barrada im Alter von 35 Jahren an einem Herzinfarkt.

### Nationalmannschaft
Barrada spielte elf Mal für die marokkanische U-23-Nationalmannschaft und nahm mit ihr an den Olympischen Sommerspielen 2012 teil. Von 2012 bis 2015 kam er in 28 Partien für die marokkanische A-Nationalmannschaft zum Einsatz und war beim Africa-Cup 2013 dabei. Es gelangen ihm insgesamt 4 Tore für die A-Mannschaft.